# Hygelak
Hygelak, staroang. Hygelāc, łac. Ch(l)ochilaicus lub Hugilaicus (ur. ok. 475, zm. ok. 515 lub ok. 525) – król skandynawskiego ludu noszącego staroangielską nazwę Gēatas, utożsamianego z Gotami lub Jutami, syn Hredla, następca swojego starszego brata, Headkyna. Zginął w trakcie wyprawy na Fryzję, zabity przez wojska Franków. Opisany na kartach eposu Beowulf, wspomniany też w Liber Monstrorum. Być może tożsamy z królem Danów wzmiankowanym pod zlatynizowanym imieniem Chlochilaicus przez Grzegorza z Tours.
Wyprawę tę opisał zarówno autor Beowulfa, jak i [ który wzmiankuje Hygelaka pod zlatynizowanym imieniem Chlochilaicus i opisuje go jako króla Duńczyków.
Według „Beowulfa” Hygelak był synem Hredla i jego żony, która była siostrą lub córką Swertinga, zabójcy Frody, króla Heathobardów. Hygelak miał dwóch starszych braci, Herebealda i Headkyna. Herebeald zginął przypadkowo zastrzelony z łuku na polowaniu przez Headkyna jeszcze za życia ojca. Wkrótce potem Hredel zmarł z żalu. Po jego śmierci rządy wśród Gotów objął Headkyn, który zginął w walce ze Szwedami. Hygelak miał również siostrę, żonę Eggtheowa, matkę Beowulfa. Zdaniem J.R.R. Tolkiena oraz Roberta Stillera była ona prawdopodobnie znacznie starsza od swych braci i mogła pochodzić z pierwszego małżeństwa Hygelaka.
Hygelak poślubił Hygd, z którą miał syna Heardreda i nieznaną z imienia córkę, żonę Eofora, wojownika, który zabił króla Szwedów, Ongentheowa, i tym samym pomścił poległego Headkyna.
Za jego rządów doszło do wyprawy Beowulfa do Danii celem oswobodzenia króla duńskiego Hrodgara od potwora Grendla, atakującego jego dwór, Heorot.
Według Beowulfa Hygelak zginął w trakcie wyprawy na Fryzję w walce z frankijskim plemieniem Hetwarów. O wyprawie Hygelaka wzmiankuje również Liber Monstrorum, anglosaski utwór spisany ok. 700 roku, który przywołuje jego śmierć z rąk Franków i stwierdza, że król odznaczał się ogromnym wzrostem, a jego kości jeszcze w czasie spisania Liber przechowywane były na jednej z wysp u ujścia Renu jako swego rodzaju ciekawostka. Liber określa Hygelaca jako króla Gotów lub Jutów ([...]ut rex Higlacus, qui imperavit Getis [...]). Podobny najazd, do którego doszło w przybliżeniu w tym samym czasie, opisał Grzegorz z Tours. Fryzję miał zaatakować przez morze król o imieniu Chlochilaichus, rządzący jednak nie Gotami czy Jutami, ale Danami ([...] Dani cum rege suo nomen Chlochilaichum [...]). Najeźdźcy zdobyli liczne łupy, jednak gdy się wycofywali, dopadła ich pogoń Franków pod dowództwem królewicza Teodeberta. W czasie walki poległ Chlochilaichus. Mimo ogromnych podobieństw relacji Grzegorza z Tours do opisów Beowulfa, a także Liber Monstrorum, jak również mimo podobieństwa imion wodzów, w historiografii, jak pisze Lech Leciejewicz, nie ma zgody co do ich utożsamienia. Utożsamienie to wskazywałoby na historyczność co najmniej części elementów fabuły Beowulfa, takich jak postacie władców (a przynajmniej Hygelaka), i pozwoliłoby datować je dość precyzyjnie.
Hygelak zapewne poległ w pełni wieku, ponieważ jego syn był wówczas jeszcze nieletni. Wobec małoletności Heardreda rządy objął Beowulf. Robert Stiller wysunął domysł, że poślubił on owdowiałą Hygd.